# Нормальный элемент
Нормальный элемент — обратимый гальванический элемент с высокостабильным значением ЭДС, применяемый для измерительных целей

## Применение
Нормальные элементы применяются в качестве образцовых и рабочих мер электродвижущей силы и предназначены для поверки, калибровки и градуировки электроизмерительных приборов в лабораторных и цеховых условиях. Могут использоваться в компенсационных схемах, приборах и различных устройствах при точных измерениях ЭДС и напряжения, электрического тока (например, в измерительных потенциометрах и цифровых приборах). Совместно с мерами сопротивления применяются для измерения силы и мощности электрического тока, а с преобразователями — для измерения неэлектрических величин (например, температур). Номинальные значения ЭДС различных современных НЭ лежат, в основном, в диапазоне значений 1,018 ÷ 1,019 В.

## Классификация

### По электрохимическим признакам
В зависимости от концентрации электролита НЭ подразделяются на насыщенные и ненасыщенные, в зависимости от используемых материалов электродов и электролита, в разное время существовали следующие виды НЭ:
- Элемент Вестона — ртутно-кадмий-амальгамный, с раствором сульфата кадмия — широко применялся до недавнего времени
- Элемент Кларка — ртутно-цинк-амальгамный, с раствором цинкового купороса — в наше время практически не применяется
- Элемент Флеминга — медно-цинковый, с растворами медного купороса и цинкового купороса — давно вышел из сферы применения
- Ртутно-цинковый НЭ — вышел из применения в последней четверти XX в.

### По техническому исполнению
- Встраиваемый НЭ — имеет относительно небольшие размеры, металлический или пластмассовый кожух с выводами, обычно, под пайку
- НЭ как самостоятельное устройство (без термостата) — имеет ударопрочный металлический корпус с диэлектрической верхней панелью, на которой находятся клеммы для подключения, там же, обычно, находится отверстие, в которое вставляется термометр для контроля температуры
- Термостатированный НЭ — включает в себя один два или несколько собственно нормальных элементов и термостат, состоящий из камеры и автоматического электронного регулятора. Благодаря высокой стабильности температуры в камере, где находятся НЭ, отсутствует необходимость в учёте температурной поправки ЭДС

## Примеры
- Х480 — кл. 0,005; насыщенный
- Х482 — кл. 0,001; насыщенный
- Х485/1 — кл. 0,005; ненасыщенный
- Х4810 — кл. 0,01; ненасыщенный
- Х488/1 — кл. 0,001; термостатированный
- Х488/2 — кл. 0,002; термостатированный
- Э-303 — кл. 0,02; ненасыщенный
- МЭ4700 — кл. 0,01; ненасыщенный
- НЭ-65 — кл. 0,005; насыщенный

## Основные нормируемые характеристики
- Номинальное значение ЭДС при температуре 20 °C
- Класс точности
- Максимальное внутреннее сопротивление